# Chris Moneymaker
Christopher Bryan Moneymaker (født 21. november 1975) er en kendt amerikansk pokerspiller. Han var den første amatør, der vandt verdens største tilbagevendende pokerturnering, WSOPs Main Event, da han i 2003 besejrede 839 spillere og vandt $2,5 millioner.
Chris Moneymaker blev inspireret af spillefilmen Rounders (1998) og kvalificerede sig til WSOP igennem en satellitturnering for blot $40.
Siden sin sejr i WSOP har Moneymaker droppet sit job som revisor til fordel for en professionel pokerkarriere. Her har han ikke formået at skabe de helt store resultater, og derfor har mange pokerspillere peget på, at Chris Moneymakers sejr tilbage i 2003 var mere held end forstand.[kilde mangler]
Siden Chris Moneymakers sejr i 2003 er antallet af pokerspillere i WSOP Main Event eksploderet. Dette er især en konsekvens af internetpokerens udbredelse, men kan også forklares med at mange pokerspillere blev inspireret af amatøren, der slog de professionelle.